# Verneuil-sur-Vienne
Verneuil-sur-Vienne é uma comuna francesa na região administrativa da Nova Aquitânia, no departamento de Alto Vienne. Estende-se por uma área de 34,52 km². Em 2010 a comuna tinha 5 101 habitantes (densidade: 147,8 hab./km²).